# Дамаскинское сельское поселение
Дама́скинское се́льское поселе́ние — муниципальное образование в составе Кильмезского района Кировской области России.
Центр — деревня Дамаскино.

## История
Дамаскинское сельское поселение образовано 1 января 2006 года согласно Закону Кировской области от 07.12.2004 № 284-ЗО.

## Население
| 2010 | 2012 | 2013 | 2014 | 2015 | 2016 | 2017 |
| ---- | ---- | ---- | ---- | ---- | ---- | ---- |
| 501  | ↘440 | ↘408 | ↘404 | ↘357 | ↘335 | ↘311 |
| 2018 | 2019 | 2020 | 2021 |      |      |      |
| ↘282 | ↘257 | ↘244 | ↗257 |      |      |      |

## Состав
В состав поселения входят 10 населённых пунктов (население, 2010):
| - деревня Дамаскино — 287 чел.; - деревня Жирново — 21 чел.; - деревня Кокуевка — 50 чел.; - деревня Лебединск — 1 чел.; - деревня Малыши — 61 чел.; | - посёлок Мирный — 22 чел.; - село Такашур — 44 чел.; - деревня Хвощанка — 6 чел.; - деревня Четвериково — 9 чел.; - деревня Ясная Поляна — 0 чел. |